# 瑞莉·霍爾
瑞莉·霍爾（英語：Jerry Hall，1956年7月2日—）是一位美國超級名模和女演員，出生於德克薩斯州。瑞莉曾與滾石樂隊的米克·贾格尔相愛儘管她當時布萊恩·費瑞有婚約在身，她還跟米克育有4名孩子：Elizabeth、James、Geogia、Gabriel。